# فلز انتقالي
يحمل المصطلح معدن انتقالي أو فلز انتقالي (يسمى أيضا عنصرا انتقاليا) في علم الكيمياء تفسيرين ممكنين:
- بصفة عامة هو أي عنصر من عناصر عناصر المستوى الفرعي d في الجدول الدوري، بما في ذلك الزنك والسكانديوم. وهذا يطابق تماما مجموعات الجدول الدوري من 3 إلى 12.
- لتحديد أكثر يمكن أن ترجع للعناصر التي تكون على الأقل بها أيون شبه ممتلئ بالإلكترونات في التوزيع الإلكتروني لعناصر المستوى الفرعي d. وهذا يطابق تماما عناصر المستوى الفرعى d بدون الزنك والسكانديوم.

راجع أيضا العناصر الانتقالية الداخلية، وهذا اسم يطلق على أي من عناصر المستوى f.
لكل تفسير استخداماته وما يثبته. الأول بسيط وسهل التدوال. بينما تنبع خواص العناصر الانتقالية كمجموعة من قدرتها على المساهمة بإلكترونات تكافؤ عناصر المستوى الفرعي s قبل المستوى الفرعي d، وهذه الخاصية تتبعها كل عناصر المستوى الفرعى d فيما عدا الزنك والسكانديوم، ولذا فإنه يفضل استخدام التفسير الأكثر دقة لما له من فائدة في كثير من المواقف. وتساهم إلكترونات الأوربيتال d بعد s لأنه بمجرد البدء في ملء الأوربيتال d بالإلكترونات فإنه يقترب من النواة، ما يجعل إلكترونات المستوى الفرعي s أبعد وبالتالي تكون الإلكترونات الخارجية.
| Group       |  | الدورة الرابعة | الدورة الخامسة | الدورة السادسة | الدورة السابعة |  |
| ----------- |  | -------------- | -------------- | -------------- | -------------- |  |
| 3 (III B)   |  | Sc 21          | Y 39           | Lu 71          | Lr 103         |  |
| 4 (IV B)    |  | Ti 22          | Zr 40          | Hf 72          | Rf 104         |  |
| 5 (V B)     |  | V 23           | Nb 41          | Ta 73          | Db 105         |  |
| 6 (VI B)    |  | Cr 24          | Mo 42          | W 74           | Sg 106         |  |
| 7 (VII B)   |  | Mn 25          | Tc 43          | Re 75          | Bh 107         |  |
| 8 (VIII B)  |  | Fe 26          | Ru 44          | Os 76          | Hs 108         |  |
| 9 (VIII B)  |  | Co 27          | Rh 45          | Ir 77          | Mt 109         |  |
| 10 (VIII B) |  | Ni 28          | Pd 46          | Pt 78          | Ds 110         |  |
| 11 (I B)    |  | Cu 29          | Ag 47          | Au 79          | Rg 111         |  |
| 12 (II B)   |  | Zn 30          | Cd 48          | Hg 80          | Cn 112         |  |

الفلزات الانتقالية هي العناصر الكيميائية الأربعين من 21 إلى 29، من 39 إلى 47، ومن 71 إلى 79، ومن 103 إلى 111. وقد تم استخدام انتقالية من مكانها في الجدول الدوري. ففى كل دورة من الدورات الأربعة التي توجد فيها، تمثل هذه العناصر إضافة ناجحة للإلكترونات في المدار d في الذرة. وعلى هذا فإن الفلزات الانتقالية تمثل الحالة الانتقالية بين عناصر المجموعة الثانية وعناصر المجموعة الثالثة عشر.

## الشكل الإلكتروني
عناصر المجموعة الرئيسية السابقة للمجموعة الانتقالية في الشكل الدوري (العناصر من 1 إلى 20) لا يوجد لها إلكترونات في المدار d ولكن في المدارات s،p فقط. في الدورة الرابعة من السكانديوم إلى الزنك يمتلئ المستوى الفرعي d. فيما عدا مجموعة النحاس ومجموعة الكروم توجد عناصر المستوى الفرعي d في الحالة الأرضية حيث يوجد فيها إلكترونان في المستوى الفرعي s. الشكل الإلكتروني لعناصر المستوى الفرعي d كالتالى : ns2(n-1)d1-10 حيث n هي رقم الكم الرئيسي.
المدار s الخارجي لعناصر المستوى الفرعي d يكون في حالة طاقة أقل من طاقة المستوى الفرعي d للمستوى n-1. ونظرا لأن الذرات تميل لأن تكون في أقل حالات الطاقة، فإنه يتم ملء المدار s أولا، ولكن النحاس (4s13d10) والكروم (4s13d5) هما استثناء ويحتويان على إلكترون واحد في المدار الخارجي نظرا لحالة النصف امتلاء والتي تكون أكثر ثباتا في الطاقة (يحدث ذلك عند وجود 5 أو 10 إلكترونات في المدار d).
يحتوي السكانديوم على إلكترون وحيد في المدار d، وإلكترونان في المدار s الخارجي. ونظراً لأن أيون السكانديوم Sc3+) لا يوجد به إلكترونات في المدار d أي أنه لا يمكن أن يكون ممتلئ جزيئا بالإلكترونات لهذا المدار، ولذا فأنه لا يكون من الفلزات الانتقالية اما في الحالة الذرية يكون انتقالى لو طبقنا هذه القاعدة بالتحديد. وبالمثل، الزنك فإنه لا يكون من الفلزات الانتقالية نظرا لأنه يوجد كأيون Zn2+ ويحتوى على مدار d ممتلئ.

## الخواص الكيميائية
تميل العناصر الانتقالية لأن يكون لها عزم شد، كثافة، درجة حرارة غليان ودرجة حرارة ذوبان عالية. وكما يوجد في كثير من الفلزات الانتقالية، فإن هذا يرجع إلى قدرة إلكترونات المدار D على إعادة التمركز. فالمواد الفلزية، كلما زادت فيها الإلكترونات المشاركة بين النويات، كلما كان الفلز أقوى.
ويوجد عدة خواص عامة للفلزات الانتقالية :
- يكونوا مركبات ملونة.
- يمكن أن يكون لها أكثر من حالة تأكسد.
- عوامل حفازة جيدة.
- لونها فضي يميل إلى الأزرق في درجة حرارة الغرفة، فيما عدا النحاس والذهب.
- كلها صلبة في درجة حرارة الغرفة فيما عدا الزئبق.
- يمكن أن تكون مركبات معقدة، والتي يتم وصفها في نظرية الحقل البلوري.

## حالات التأكسد المختلفة
عند المقارنة مع عناصر المجموعة الثانية مثل الكالسيوم، فإن العناصر الانتقالية تكون أيونات بمدى واسع من حالات التأكسد. وتظهر حالات التأكسد العديدة للعناصر الانتقالية نظرا لأن حالة الامتلاء الجزئي في المستوى الفرعي d تمكن هذه العناصر من تقبل أو إعطاء الإلكترونات في التفاعلات الكيميائية. بينما يفقد أيون عنصر الكالسيوم أكثر من 2 إلكترون، بينما يمكن للعناصر الانتقالية أن تفقد حتى 9 إلكترونات. ويمكن الوصول لسبب هذا عن طريق دراسة المحتوى الحراري للتأين للمجموعتين. الطاقة اللازمة لتحريك إلكترون من الكالسيوم تكون قليلة حتى محاولة تحريك إلكترون من المستوى الفرعي التالي للمستوى s الخارجي والذي يحتوي 2 إلكترون. وفي الواقع فإن Ca3+ له محتوى حراري مرتفع لدرجة أنه يحدث بندرة شديدة طبيعيا. بينما أي عنصر انتقالي مثل الفانديوم له تقريبا زيادة خطية في المحتوى الحراري للتأين خلال إلكترونات المدارات s، d، نظرا لقرب الطاقة بين المدارات 3d و 4s. وعلى هذا فإن العناصر الانتقالية غالبا ما توجد في حالات عالية.

يوضح هذا الجدول بعض حالات التأكسد في مركبات عناصر الفلزات الانتقالية. المرجع Oxtoby 2002.

يمكن ملاحظة ظهور اتجاه معين يظهر خلال الدورة للعناصر الانتقالية:
- يزيد رقم التأكسد لكل أيون حتى الوصول للمنجنيز، والذي يرجع بعده هذا الرقم للنقصان. وهذا النقصان راجع للجذب الزائد من البروتونات وبدا ازدواج الاوربتالات بالالكترونات فيصعب فصلهما الموجودة في النواة للإلكترونات، مما يجعلها صعبة الانفصال.
- عند وجود العناصر في حالات التأكسد المنخفضة، يمكن أن يتواجدوا على هيئة أيونات بسيطة. ولكن عند التواجد في حالات التأكسد الأعلى فإنها غالبا ما تكون مرتبطة تساهميا لمركبات لها سالبية كهربية مثل O ،F، ويوجد هذا في الأيونات متعددة الذرات مثل الكرومات والفانيدات البيرمنجنات.

## النشاط الحفزي
تكون الفلزات الانتقالية عوامل حفازة جيدة سواء كانت متجانسة أو غير متجانسة، فمثلا الحديد هو العامل الحفاز في عملية هابر . كما يستخدم النيكل أو البلاتين في عملية هدرجة الزيوت الألكينات.

## المركبات الملونة
يمكن للعين البشرية تمييز اللون خلال التردد المرئي للأشعة الإلكترومغناطيسية للطيف الإلكترومغناطيسي. ويكون هناك عديد من الألوان ناتجة من التغير في تركيب الضوء بعد انعكاسه أو امتصاصه عند اصطدامه بأي مادة. ونظرا لأن لتركيب الفلزات الانتقالية، فانها تكون مركبات وأيونات ملونة. كما أن اللون يتغير للعنصر الواحد خلال أيوناته المختلفة MnO4- (المنجنيز في حالة التأكسد +7) مركب أرجواني اللون، بينما Mn2+ لونه قرنفلي شاحب.
يمكن باستخدام تكون المركبات المعقدة تحديد اللون في العناصر الانتقالية. وهذا نظرا لتأثير الليجندات على المدار 3d. تقوم الليجندات بجذب بعض إلكترونات المدار 3d وتقسمهم إلى مجموعات أعلى وأقل في الطاقة. يمكن للإشعاع الإلكترومغناطيسي أن يلاحظ لو أن تردده يتناسب مع فرق الطاقة بين حالتي الطاقة الموجودتين في الذرة (طبقا للمعادلة e=hf) عندما يصطدم الضوء بذرة والتي يكون المدار 3d فيها منقسم، يتم ترقية بعض الإلكترونات إلى مستوى طاقة أعلى. وبالتالي نظرا لأنه يمكن امتصاص العديد من ترددات الضوء فإنه ينتج من ذلك العديد من الألوان في المركبات المعقدة.
يعتمد اللون في المركب المعقد على التالي وهكذا :
- نوع أيون الفلز، وبالتحديد عدد الإلكترونات في المدار d.
- ترتيب الليجندات حول أيون الفلز.
- طبيعة الليجند المحيط بإيون الفلز. فكلما زادت قوة الليجند كلما زادت فروق الطاقة بين مجموعتي 3d المنفصلتين.

المركب المعقد المتكون من المدار d في عنصر الزنك (والذي لا يعتبر عنصر انتقالي) لا لون له، نظرا لأن المستوى 3d ممتلئ، ولا توجد إلكترونات قابلة للحركة لمستوى طاقة أعلى.